# Nesobasis aurantiaca
Nesobasis aurantiaca är en trollsländeart som beskrevs av Tillyard 1924. Nesobasis aurantiaca ingår i släktet Nesobasis och familjen dammflicksländor. Inga underarter finns listade i Catalogue of Life.